# Reinhard Sander
Reinhard Sander (* 14. Juni 1921 in Frankfurt am Main; † 9. April 2013 ebenda) war ein deutscher Jurist, Alpinist und Präsident der Sektion Frankfurt am Main sowie des Deutschen Alpenvereins (DAV).

## Leben
Reinhard Sander war Jurist und Honorarprofessor für Planungsrecht und erarbeitete den ersten hessischen Regionalplan. Er trat im Jahr 1939 als Mitglied der Sektion Frankfurt am Main bei. Er übernahm verschiedene Ämter im Verein und wurde ab 1953 Mitglied im Sektionsvorstand. Von 1969 bis 1975 übernahm er den Vorsitz der Sektion Frankfurt am Main. Auf der Hauptversammlung 1974 wurde Sander zum Ersten Vorsitzenden des Deutschen Alpenvereins (DAV) gewählt, er übernahm das Amt vom 1. Januar 1975 bis 1980. Als Erster Vorsitzender des DAV initiierte er in seiner Amtszeit das „Grundsatzprogramm zum Schutz des Alpenraums“.
Sein Programm für die sechs Jahre seiner Amtszeit hatte Sander so umrissen:

„Stärkere Aktivität in Fragen des Natur- und Umweltschutzes; besondere Aufmerksamkeit für Jugendfragen; Aus-bildungsfragen müssen Thema Nr.1 sein. Hütten- und Wegefragen, größere Rechte von Einzelbergsteigern gegenüber Gruppen, stärkere Betonung der Wirtschaftlichkeit der Hütten und Fragen des Lastenausgleichs zwischen hüttenbesitzenden und nicht hüttenbesitzenden Sektionen sollen in den nächsten Jahren in den Vordergrund gerückt und zu einer Lösung geführt werden.“

Als Naturschützer war er unter anderem Mitgründer des ersten deutschen Naturparks Bergstraße/Odenwald, Vizepräsident des Deutschen Naturschutzrings und Vorsitzender des BUND Hessen. Auf Sanders Initiativen wurde außerdem die Ausbildung zum ehrenamtlichen Bergwanderführer entwickelt, die Ämter der Referenten für Naturschutz und für Öffentlichkeitsarbeit geschaffen, die Sicherheitsforschung hauptberuflich im DAV verankert und die Alpin-Lehrpläne initiiert. In all der Zeit blieb er aber auch Bergsteiger mit Leib und Seele. So wurden Sitzungen der Vereinsgremien grundsätzlich auf Berghütten abgehalten.

### Routen und Besteigungen
Reinhard Sander war nicht nur ein Funktionär im politischen Bereich und im Alpenverein, sondern auch ein sehr guter Bergsteiger in den Ost- und Westalpen. Auch bei Auslandsbergfahrten hat er sich als hervorragender Bergsteiger hervorgetan.
- 1949 1. Winterbeg. Watzmann-Ostwand „Berchtesgadener Weg“, 1800 HM, (2713 m), (Berchtesgadener Alpen)
- 1955 Leiter der Frankfurter Karakorum-Expedition u. 1. Best. Spantik, (7027 m), (Karakorum, Pakistan)
- 1972 Best. Nadelgrat, (4241 m), (Walliser Alpen)
- 1972 Beg. Liskamm-Nordwand, (4479 m), (Walliser Alpen)
- Winterbeg. Gesamter Wettersteinkamm, (Wettersteingebirge)

## Organisationen
- Deutscher Alpenverein, Erster Vorsitzender von 1975 bis 1980.
- Bund für Umwelt und Naturschutz Deutschland. Landesverband Hessen, Vorsitzender von 1979 bis 1989.
- Deutscher Naturschutzring, Vizepräsident von 1979 bis 1994.
- Deutscher Umwelttag e.V., Vorsitzender ab 1992.

## Werke
- Deutscher Umwelttag: Prof Reinhard Sander: Prof Gerhard Kneitz; Ja zum Leben – Mut zum Handeln, Bonn: Deutscher Naturschutzring, 1986, 139 Seiten.
- Ökologische Reform der Unternehmen : Innovationen und Strategien / Karin Roth ; Reinhard Sander (Hrsg.), Köln : Bund-Verl., 1992, 272 S. ISBN 978-3-7663-2385-9
- Ökologische Reform der Wirtschaft : Programmatik und Konzepte / Karin Roth ; Reinhard Sander (Hrsg.) Köln : Bund-Verl., 1992, 231 S. ISBN 978-3-7663-2384-2
- Ökologische Reform in Europa : globale Probleme und neue Kooperationen / Karin Roth ; Reinhard Sander (Hrsg.) Köln : Bund-Verl., 1992, 227 S. ISBN 978-3-7663-2383-5

## Auszeichnungen
- 1980 Bayerischer Verdienstorden[4]
- 1981 Bundesverdienstkreuz 1. Klasse[5]
- 1992 Willy-Bauer-Preis (höchste Auszeichnung im hessischen Naturschutz)
- 1993 Cornelius Gurlitt-Gedenkmünze